# Eupithecia tricolorata
Eupithecia tricolorata är en fjärilsart som beskrevs av Samuel E. Cassino 1927. Eupithecia tricolorata ingår i släktet Eupithecia och familjen mätare. Inga underarter finns listade i Catalogue of Life.